# アンナ・H・キダー
アンナ・H・キダー（Anna H. Kidder、1840年 - 1913年11月23日）は、明治時代に来日したアメリカ合衆国のバプテスト派宣教師、教育家である。

## 経歴・人物
ニューハンプシャー州の生まれ。1875年（明治8年）にバプテスト教会の派遣により来日し、森有礼の援助により神田で彼女の名に因んで喜田英和女学校（後の駿台英和女学校）の設立に携わる。
その後は38年間同学校の教職にあたり、その傍らでキリスト教の伝道活動にも携わった。1913年（大正2年）に東京で死去した。墓所は染井霊園。
なお彼女とは以前に来日した同じ婦人宣教師でフェリス女学院の創立者であるメアリー・キダーとは同姓であるが血縁関係等は無い。